# Comisión Warren

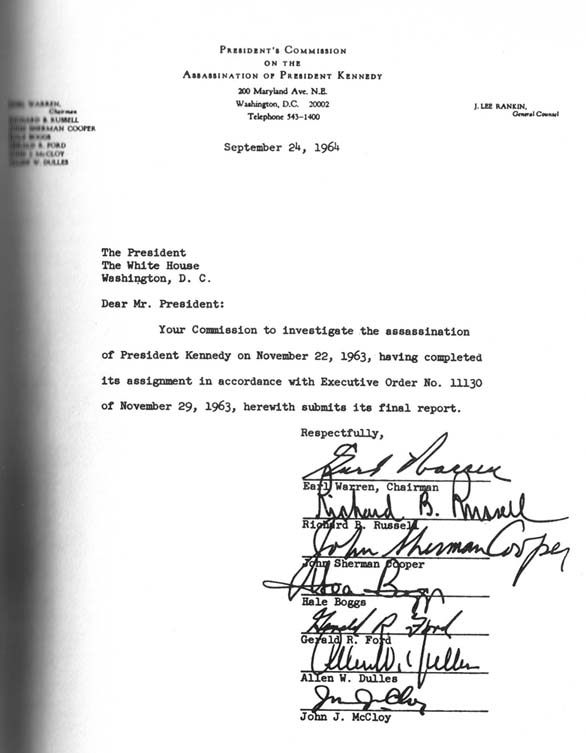
Portada del informe de la Comisión Warren.

La Comisión Warren (nombre oficial en inglés The President's Commission on the Assassination of President Kennedy) fue creada el 29 de noviembre de 1963 por el presidente de los Estados Unidos Lyndon B. Johnson para investigar el asesinato del presidente John F. Kennedy. La Comisión toma su nombre de su presidente, Earl Warren, magistrado y presidente de la Corte Suprema de los Estados Unidos.
El Congreso de los Estados Unidos pasó al Senado la Joint Resolution 137 autorizando la Comisión Presidencial para el reporte del asesinato del Presidente John F. Kennedy, obligando la atención y el testimonio de testigos y la producción de evidencia. Sus 888 páginas del reporte final fue presentado al Presidente Johnson el 24 de septiembre de 1964 y haciéndose público tres días después.
Se concluía que el presidente Kennedy fue asesinado por Lee Harvey Oswald y que había actuado solo. También se concluye que Jack Ruby actuó solo cuando el asesinó a Oswald dos días después. A la Comisión se le encontraron muchas controversias que habían sido retadas por estudios realizados más tarde.
La Comisión tomó el nombre no oficial por el Jefe de la Comisión Earl Warren. De acuerdo a publicaciones y transcripciones de las conversaciones telefónicas presidenciales, muchos de los oficiales se opusieron a formar parte de la comisión y varios miembros de la comisión tomaron parte solo de mala gana. Una de sus principales reservas era que, en última instancia, una comisión crearía más controversia que consenso.

## Formación
La creación de la Comisión Warren fue una consecuencia directa del asesinato realizado por Jack Ruby sobre Lee Harvey Oswald el 24 de noviembre de 1963 y visto por la televisión nacional en el sótano de la estación de policía de Dallas, Texas.
Con la imposibilidad de un proceso público asociado a los errores de las Fuerzas de la Policía de Dallas, conclusiones que cerraron el caso, la duda progresó en la opinión pública.
El nuevo presidente Lyndon B. Johnson, originario de Texas, el estado donde se realizó el doble asesinato, se enfrenta con los riesgos de un debilitamiento de su presidencia y confrontación con los resultados obtenidos por las autoridades de Texas, severamente desacreditadas y criticadas, decidió, después de varias consultas incluir de manera particular a J. Edgar Hoover el director del FBI, para crear una comisión presidencial de consulta por decreto (orden ejecutiva n.º 11 130) del 29 de noviembre de 1963. Este acto permitió evitar una investigación independiente liderada por el congreso y por otro lado la no intromisión del Fiscal General, Robert F. Kennedy profundamente afectado por el asesinato de su hermano y cuya jurisdicción federal podría haber sido aplicada en el evento de retiro de la parte del Estado de Texas por el beneficio de las autoridades federales en Washington.
Al mismo tiempo, Nicholas Katzenbach nombrado posteriormente como asesor después del asesinato de John F. Kennedy que llevó a la creación de la Comisión Warren en noviembre 25 y envió un memorándum al ayudante de Johnson, Bill Moyers en la Casa Blanca recomendando la formación de una Comisión Presidencial que investigara el asesinato. A combatir la especulación de una conspiración, Katzenbach dijo que los resultados de la investigación del FBI debían de hacerse públicas. Escribió en parte: "El público debe de estar satisfecho que Oswald fue el asesino, que no tenía cómplices que siguen prófugos.
Cuatro días después del memorándum de Katzenbach, Johnson fijó que las más prominentes figuras de la nación, incluyendo a Earl Warren, el presidente del Tribunal de Justicia de los Estados Unidos, a la comisión. Al principio Warren refutó el ser la cabeza de la comisión porque afirmó el principio de ley de un miembro del poder judicial no podía estar al servicio del poder ejecutivo. Esto fue solo bajo la presión del Presidente Lyndon Johnson, quien habló de tensiones internacionales y el riesgo de una guerra resultante de la muerte de su predecesor, por lo que acordó ser jefe de la comisión.
Los otros miembros de la comisión fueron favorecidos entre los representantes de los partidos Republicanos y Demócratas en ambas cámaras (Senado y Cámara de Representante). Se agregó al diplomático John J. McCloy antiguo presidente del Banco Mundial y al antiguo director de la CIA, Allen Dulles, despedido por John F. Kennedy en noviembre de 1961, posterior al fracaso rotundo de la invasión a Bahía de Cochinos en Cuba, en abril de 1961.

## Otros miembros de la comisión
- Congresista Hale Boggs, demócrata - (Luisiana)
- Senador John Sherman Cooper, republicano - (Kentucky)
- Exdirector de la CIA, Allen Dulles, despedido por Kennedy tras la fallida invasión de Bahía de Cochinos, Cuba.
- Congresista Gerald Ford, republicano - (Míchigan), futuro Vicepresidente y Presidente de los Estados Unidos en los años 70s tras la renuncia del Presidente Richard M Nixon por Watergate.
- Expresidente del Banco Mundial John J. McCloy
- Senador Richard Russell Jr, demócrata - (Georgia)

Entre los asesores se encontraba el posteriormente senador Arlen Specter, fallecido en 2012 a los 82 años.

## Conclusiones de la comisión[3]
Las conclusiones de la Comisión Warren son en resumen:
1. Los disparos fueron hechos desde una ventana del sexto piso del Texas School Book Depository.
2. Sólo se realizaron tres disparos.
3. La misma bala que hirió al presidente en el cuello hirió al gobernador de Texas, John Connally el cual iba en el mismo automóvil de Kennedy.
4. Los disparos fueron hechos por Lee Harvey Oswald.
5. Oswald asesinó a un policía J.D. Tippit 45 minutos después del ataque al presidente Kennedy.
6. Oswald se resistió al arresto intentando disparar contra otro policía.
7. El trato dado a Oswald por la policía fue correcto, excepto en la permisividad que mostró en el acceso de la prensa al acusado y que fue contraproducente. Fue exhibido cuando debió de ser resguardado.
8. El asesinato de Oswald por parte del gánster Jack Ruby fue realizado sin apoyo de nadie de la policía y se critica a este cuerpo por la decisión de trasladar al acusado a la cárcel a la vista del público.
9. No hubo conspiración ni de Oswald ni de Ruby en los hechos que se investigan.
10. Ningún agente del gobierno ha estado involucrado en conspiración alguna respecto a los hechos.
11. Oswald actuó solo, sin apoyo alguno para asesinar al presidente y su única motivación se basa en sus propias situaciones personales.
12. El Servicio Secreto, encargado de la protección del presidente, no ha actualizado sus procedimientos de acuerdo a las nuevas necesidades de movimiento del presidente de los Estados Unidos y recomienda reestudiarlos.

## Controversia
Mucha gente no quedó satisfecha con las conclusiones de la Comisión Warren ya que no despeja una gran cantidad de dudas sobre el asesinato. Una de las cuestiones que mayor controversia suscita es si Oswald actuó solo en el asesinato o si había otros tiradores que también actuaron ese día. 
Las ideas de conspiración toman también fuerza debido al pasado de Oswald, que aparece vinculado tanto a la Unión Soviética y al partido comunista, como a los servicios secretos estadounidenses. 
El tercer punto de las conclusiones de la comisión también ha suscitado polémica al hablarse de la famosa bala mágica, dada la inverosímil trayectoria que, según los escépticos, debió seguir el proyectil para causar las heridas descritas en ambas víctimas: el presidente Kennedy y el gobernador John Connally 
Otras líneas de investigación independientes vinculan al crimen organizado con Oswald, los servicios secretos y el asesinato. Oliver Stone, en su película "JFK" que reseña la investigación del fiscal Jim Garrison del asesinato de Kennedy, vincula a la comunidad de inteligencia de los Estados Unidos con una conspiración, aunque algunos investigadores han criticado el escaso rigor documental de esta película.
El Comité Selecto de la Cámara sobre Asesinatos fue establecido en 1976 para investigar los asesinatos de John F. Kennedy y de Dr. Martin Luther King Jr. Las investigaciones del comité duraron hasta 1978 y en 1979 emitieron el informe final. En ese informe el comité dijo, basándose en las pruebas disponibles, que el presidente John F. Kennedy fue probablemente asesinado como resultado de una conspiración. El Departamento de Justicia, FBI, CIA, y la Comisión Warren fueron severamente criticados por dicho comité por su pobre y deficiente desempeño en las investigaciones llevadas a cabo y el Servicio Secreto fue tildado de deficiente en su protección al Presidente.